# Liste Coburger Denkmäler

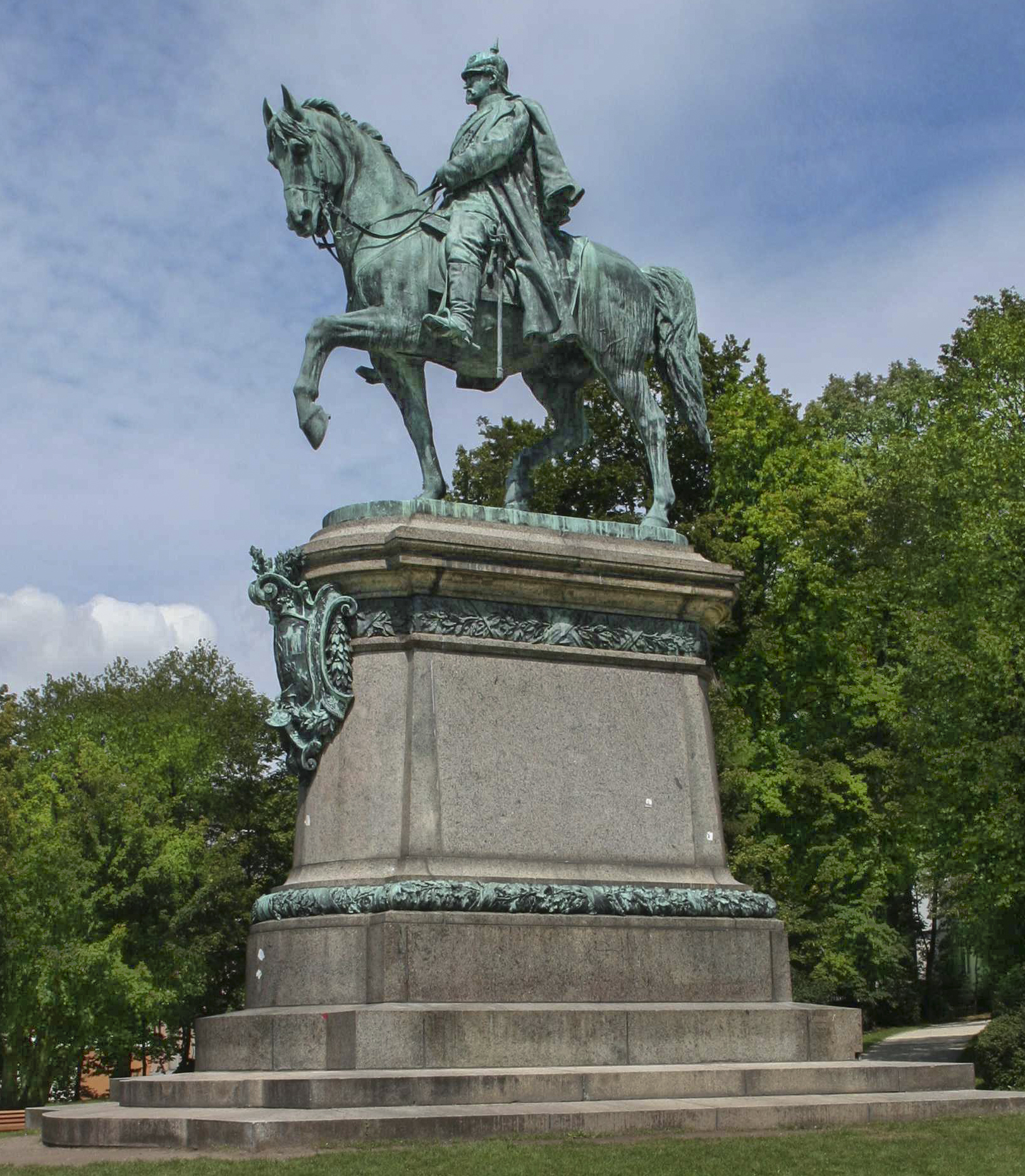
Reiterdenkmal Ernst II.

In Coburg stehen folgende  Denkmäler:
- Prinz Albert-Denkmal, Marktplatz
- Denkmal Herzog Ernst I., Schloßplatz
- Reiterdenkmal Herzog Ernst II., Hofgarten
- Denkmal Herzog Johann Casimir, Gymnasiumsgasse 2
- Josiasdenkmal, Theaterplatz
- Kriegerdenkmal der Deutschen Landsmannschaft, Hofgarten
- Kriegerdenkmal für die Gefallenen des Krieges 1870/71, Ernstplatz
- Ehrenmal für die Opfer des Krieges in den Arkaden (Coburg), Schlossplatz